# Зориківська волость
Зориківська волость — історична адміністративно-територіальна одиниця Старобільського повіту Харківської губернії із центром у слободі Зориківка.
Станом на 1885 рік складалася з 4 поселень, 4 сільських громад. Населення — 7143 особи (3577 чоловічої статі та 3566 — жіночої), 1067 дворових господарств.
|                     | Площа, десятин | У тому числі орної, дес. |
| ------------------- | -------------- | ------------------------ |
| Сільських громад    | 22156          | 12161                    |
| Приватної власності | —              | —                        |
| Казенної власності  | —              | —                        |
| Іншої власності     | 150            | 150                      |
| Загалом             | 22314          | 12311                    |

Основні поселення волості станом на 1885:
- Зориківка — колишня державна слобода при річці Комишна за 60 верст від повітового міста, 2070 осіб, 311 дворових господарств, православна церква, школа, щорічний ярмарок.
- Кабиченське — колишня державна слобода при річці Біла, 2242 особи, 336 дворових господарств, православна церква, школа, щорічний ярмарок.
- Морозівка — колишня державна слобода при річці Комишна, 1842 особи, 283 дворових господарства, православна церква, 3 ярмарки на рік.
- Півненське — колишній державний хутір при річці Комишна, 989 осіб, 137 дворових господарств.

Найбільші поселення волості станом на 1914 рік:
- слобода Зориківка — 3530 мешканців;
- слобода Кабиченське — 4100 мешканців;
- слобода Морозівка — 3270 мешканців;
- слобода Півнівка — 1987 мешканців.

Старшиною волості був Федір Харитонович Лигус, волосним писарем — Мусій Антонович Корнієнко, головою волосного суду — Тимофій Петрович Радченко.